# Daniel Greig
Pour les articles homonymes, voir Greig.
Daniel Greig né le 13 mars 1991 à Adelaide est un patineur de vitesse australien. 

## Biographie
Daniel Greig commence le roller à l'âge de six ans. Il prend part à ses premières compétitions avec l'équipe nationale en 2006. C'est lorsqu'il atteint les dix sept ans, qu'il se dirige vers les Pays-Bas afin d'apprendre le patinage de vitesse et ainsi pouvoir espérer participer aux Jeux olympiques. 
Se spécialisant dans les distances sprint (500 et 1 000 mètres), il participe aux Championnats du monde juniors de 2009, puis de 2010 où il termine septième au 500 m. En 2013, il est deux fois dans les vingt premiers aux Championnats du monde, seizième sur le 1 000 m et dix-septième sur le 500 m.
En 2014, il remporte à Nagano la médaille de bronze des Championnats du monde de sprint derrière Michel Mulder et Shani Davis. Premier australien à figurer sur le podium de cette compétition, il avait réalisé plus quelques jours plus tôt son premier top 10 en Coupe du monde à Berlin. Qualifié pour les Jeux olympiques d'hiver de 2014 à Sotchi, il chute peu après le départ de sa première manche sur le 500 m, ce qui le place finalement dernier de l'épreuve puis termine vingt-deuxième sur le 1 000 m.

## Palmarès

### Jeux olympiques d'hiver
| Épreuve / Édition   | 500 mètres | 1 000 mètres | 1 500 mètres | 5 000 mètres | 10 000 mètres | Mass start | Poursuite par équipes |
| JO 2014 Sotchi      | 39e        | 22e          | —            | —            | —             | —          | —                     |
| JO 2018 Pyeongchang |            | —            | —            | —            | —             | —          | —                     |

Légende :
- : première place, médaille d'or
- : deuxième place, médaille d'argent
- : troisième place, médaille de bronze
- : pas d'épreuve
- — : Non disputée par le patineur
- DSQ : disqualifiée

### Championnats du monde de sprint
- Médaille de bronze à Nagano en 2014.